# Kunkeliella canariensis
Kunkeliella canariensis är en sandelträdsväxtart som beskrevs av William Thomas Stearn. Kunkeliella canariensis ingår i släktet Kunkeliella och familjen sandelträdsväxter. Inga underarter finns listade i Catalogue of Life.